# دامير مارتن
دامير مارتن (بالكرواتية: Damir Martin)‏ هو مجدف كرواتي، ولد في 14 يوليو 1988 في فوكوفار في كرواتيا.

## وصلات خارجية
- دامير مارتن على موقع الاتحاد الدولي للتجديف (الإنجليزية)
- دامير مارتن على موقع اللجنة الأولمبية الدولية (الإنجليزية)
- دامير مارتن على موقع أوليمبيديا (الإنجليزية)